# La lunga calza verde
La lunga calza verde è un cortometraggio d'animazione del 1961, diretto da Roberto Gavioli su soggetto di Cesare Zavattini in occasione del centenario dell'Unità d'Italia.

## Trama
Il corto inizia con una panoramica su quello che l'Italia rappresentava: una meta turistica, spesso poco rispettata dai suoi visitatori, per poi dedicarsi ad una rivisitazione degli avvenimenti che portarono all'Unità.